# Money, Power & Respect
Money, Power & Respect – wydany w 1998 roku debiutancki album amerykańskiej grupy hip-hopowej The Lox. Wystąpili na nim P. Diddy, Carl Thomas, Lil’ Kim i DMX. Album był wielkim sukcesem grupy. Zadebiutował na pierwszym miejscu listy Billboardu.
Promowały go single "Money, Power, Respect" i "If You Thing I'm Jiggy". Szczególnym hitem stał się "Money, Power, Respect".

## Lista utworów
| #  | Tytuł                         | Długość | Występujący | Producent(ci)                                                            |
| -- | ----------------------------- | ------- | --- | ------------------------------------------------------------------------ |
| 1  | "Yonkers Tale (Intro)"        | 1:45    | | Deric "D-Dot" Angelettie                                                 |
| 2  | "Livin' the Life"             | 3:36    | - Refren: Styles P - Pierwsza zwrotka: Styles P - Druga zwrotka: Sheek Louch - Trzecia zwrotka: Jadakiss                                                    | Sean "Puffy" Combs                                                       |
| 3  | "If You Think I’m Jiggy"      | 4:40    | - Refren: Jadakiss - Pierwsza zwrotka: Sheek Louch - Druga zwrotka: Styles P - Trzecia zwrotka: Jadakiss - Czwarta zwrotka: Styles P, Sheek Louch, Jadakiss | Dame Grease                                                              |
| 4  | "The Interview, Pt. 1"        | 0:39    | The Lox |                                                                          |
| 5  | "Money, Power & Respect"      | 4:30    | - Intro: Lil’ Kim - Refren: Lil’ Kim - Pierwsza zwrotka: Sheek Louch - Druga zwrotka: Styles P - Trzecia zwrotka: Jadakiss - Czwarta zwrotka: DMX           | Deric "D-Dot" Angelettie & Ron "Amen-Ra" Lawrence                        |
| 6  | "Get This $"                  | 3:58    | - Intro: Puff Daddy - Pierwsza zwrotka: Styles P - Druga zwrotka: Jadakiss - Trzecia zwrotka: Sheek Louch                                                   | Sean "Puffy" Combs & Jeffery "J-Dub" Walker                              |
| 7  | "Let's Start Rap Over"        | 4:28    | - Refren: Carl Thomas - Pierwsza zwrotka: Styles P - Druga zwrotka: Jadakiss - Trzecia zwrotka: Sheek Louch                                                 | Jeffery "J-Dub" Walker & Dame Grease                                     |
| 8  | "Mad Rapper (Interlude)"      | 1:15    | The Madd Rapper |                                                                          |
| 9  | "I Wanna Thank You"           | 4:02    | - Refren: Kelly Price - Pierwsza zwrotka: Jadakiss - Druga zwrotka: Styles P - Trzecia zwrotka: Sheek Louch - Outro: Kelly Price                            | Nashiem Myrick                                                           |
| 10 | "Gon' Be Some Shit"           | 4:20    | Sheek Louch | Nashiem Myrick & Carlos "6 July" Broady                                  |
| 11 | "The Heist, Pt. 1"            | 2:51    | - Refren: Jadakiss - Pierwsza zwrotka: Jadakiss - Druga zwrotka: Styles P                                                                                   | Sean "Puffy" Combs                                                       |
| 12 | "Not to Be Fucked With"       | 4:23    | - Refren: Styles P, Jadakiss - Wszystkie zwrotki: Styles P                                                                                                  | Dame Grease                                                              |
| 13 | "The Set-Up (Interlude)"      | 0:48    | |                                                                          |
| 14 | "Bitches From Eastwick"       | 4:13    | - Intro: Jadakiss - Pierwsza zwrotka: Jadakiss - Druga zwrotka: Sheek Louch - Trzecia zwrotka: Styles P                                                     | Deric "D-Dot" Angelettie & Chucky Thompson                               |
| 15 | "Can't Stop, Won't Stop"      | 3:38    | - Refren: Puff Daddy - Pierwsza zwrotka: Styles P - Druga zwrotka: Sheek Louch - Trzecia zwrotka: Jadakiss                                                  | Sean "Puffy" Combs, Deric "D-Dot" Angelettie, & Steven "Stevie J" Jordan |
| 16 | "All for the Love"            | 3:33    | Jadakiss | Swizz Beatz                                                              |
| 17 | "So Right"                    | 3:30    | - Refren: Kelly Price - Pierwsza zwrotka: Styles P - Druga zwrotka: Sheek Louch - Trzecia zwrotka: Jadakiss - Outro: Kelly Price                            | Sean "Puffy" Combs & Ron "Amen-Ra" Lawrence                              |
| 18 | "The Snitch (Interlude)"      | 1:31    | |                                                                          |
| 19 | "Everybody Wanna Rat"         | 4:17    | - Refren: Jadakiss, Puff Daddy - Pierwsza zwrotka: Sheek Louch - Druga zwrotka: Styles P - Trzecia zwrotka: Jadakiss                                        | Dame Grease                                                              |
| 20 | "The Interview, Pt. 2"        | 0:14    | Styles P |                                                                          |
| 21 | "We'll Always Love Big Poppa" | 5:00    | - Pierwsza zwrotka: Styles P - Druga zwrotka: Jadakiss - Trzecia zwrotka: Sheek Louch                                                                       | Dame Grease                                                              |

## Pozycje albumu na listach
| Rok  | Album                  | Listy         | Listy                  | Listy               |                 |
| Rok  | Album                  | Billboard 200 | Top R&B/Hip Hop Albums | Top Canadian Albums | Top Heatseekers |
| 1998 | Money, Power & Respect | #3            | #1                     | #11                 | #43             |

## Pozycje singli na listach
| Rok  | Utwór                  | Listy             | Listy                            | Listy           |                 |                                    |
| Rok  | Utwór                  | Billboard Hot 100 | Hot R&B/Hip-Hop Singles & Tracks | Hot Rap Singles | Rhythmic Top 40 | Hot Dance Music/Maxi-Singles Sales |
| 1998 | If You Think I’m Jiggy | #30               | #21                              | #9              | -               | -                                  |
| 1998 | Money, Power & Respect | #17               | #8                               | #1              | #36             | #3                                 |